# Matratzeneinstreu
Die Matratzeneinstreu ist eine Methode der Stallhaltung, bei der – im Gegensatz zur Wechseleinstreu – eine dauerhafte Schicht aus Einstreu im Stall verbleibt, täglich lediglich die festen Ausscheidungen abgemistet und nur eine dünne Schicht frischen Einstreus aufgetragen wird. Der Urin sickert in die unteren Schichten; die dort ablaufende Zersetzungsreaktion wärmt den Stall.